# Státní znak Bosny a Hercegoviny
Státní znak Bosny a Hercegoviny byl schválen v roce 1998 ovšem jeho podoba pochází z roku 1991 po vyhlášení nezávislosti na Jugoslávii.
Na státním znaku jsou stejné symboly jako na bosenské vlajce: je tvořen modrým štítem s kosmou řadou bílých, pěticípých hvězd a žlutý, kosmým rohem. Řadu tvoří pět celých hvězd a dvě hvězdy neúplné.
Žlutý roh (trojúhelník) symbolizuje tři národy žijící v Bosně a Hercegovině. Bílé hvězdy už symbolizují pouze Bosňáky, hvězdy jsou převzaty z vlajky Evropské unie.

## Historie
Na území dnešní Bosny a Hercegoviny byly v historii užívány různé znaky.

Znak Bosenského království (1377–1463)
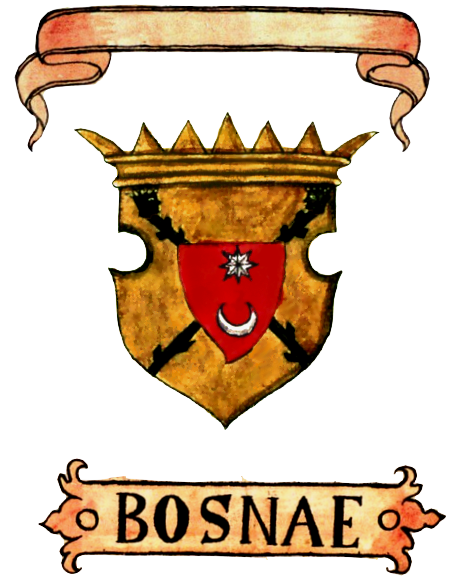
Znak Bosny z dob Osmanské říše
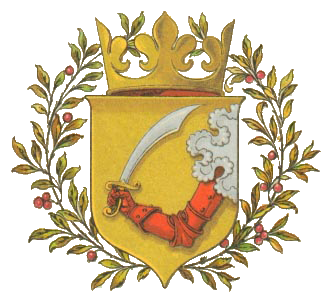
Znak Bosny a Hercegoviny z dob Rakouska-Uherska (1908–1918)
Znak Socialistické republiky Bosna a Hercegovina v rámci SFRJ (1946–1992)
Znak Bosny a Hercegoviny (1992–1998)

Současný státní znak Bosny a Hercegoviny upravuje zákon č. II-8, který byl uveřejněn v Úředním věstníku dne 25. května 1998.

## Znaky bosenskohercegovských entit

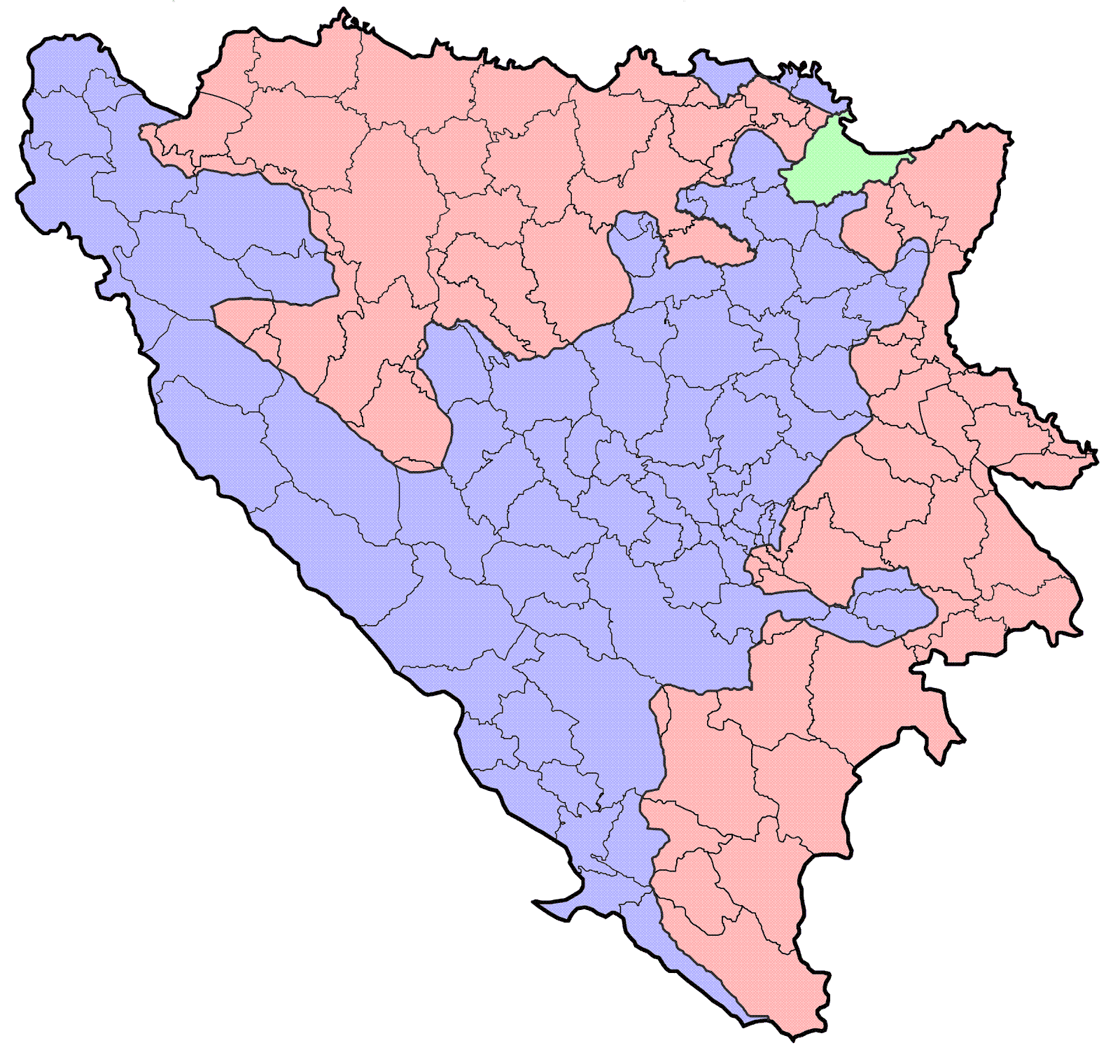
Administrativní dělení Bosny a Hercegoviny – Federace B a H (modrá), Republika srbská (červená) a Distrikt Brčko (zelená)

Bosna a Hercegovina je členěna na dvě, resp. tři samosprávní jednotky (entity):
- Federace Bosny a Hercegoviny – užívá státní znak
- Republika srbská – užívá vlastní znak
- Distrikt Brčko – spravovaný oběma entitami, užívá státní znak

Znak Federace Bosny a Hercegoviny (1996-2007)
Znak republiky srbské

## Znaky bosenskohercegovských kantonů

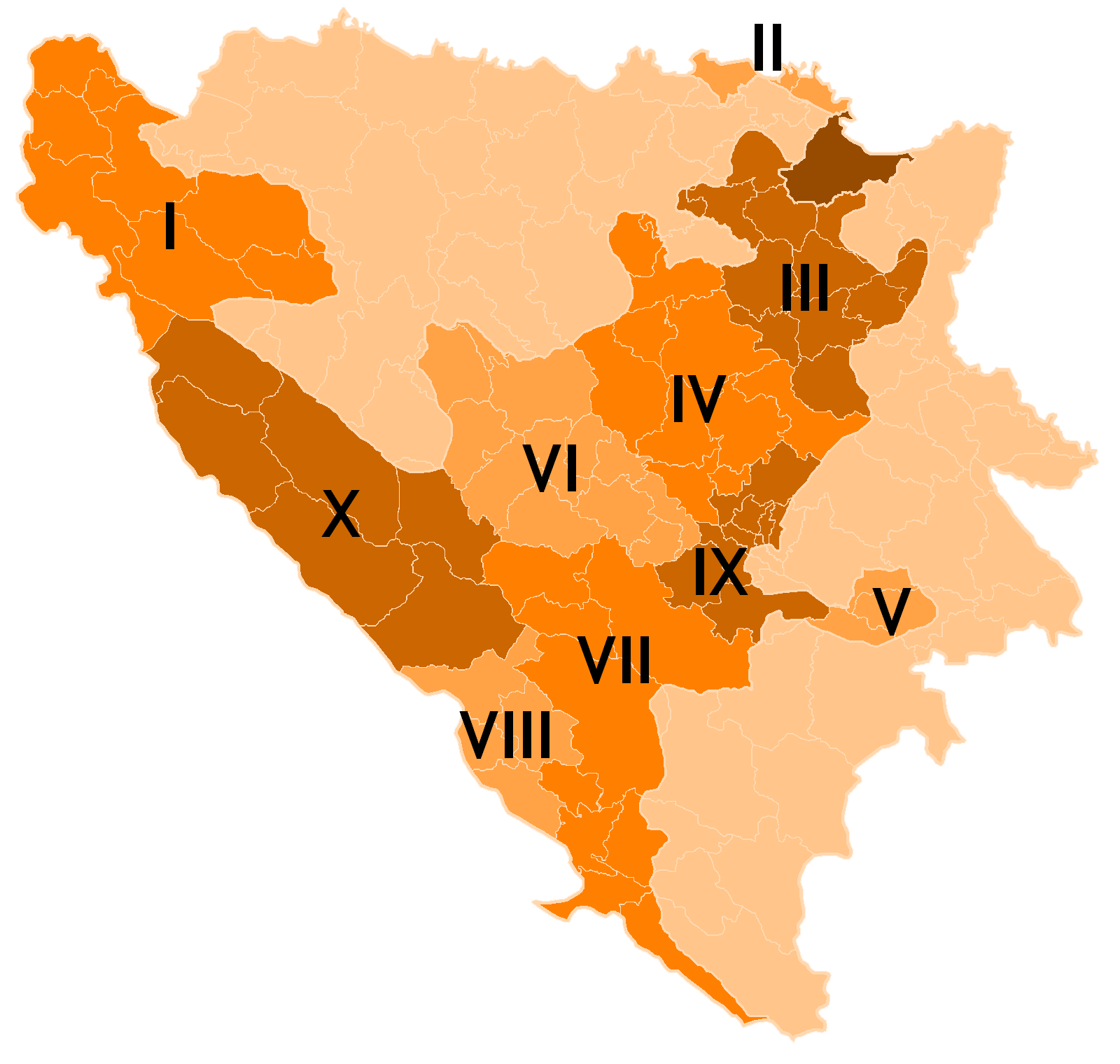
Kantony Federace Bosny a Hercegoviny

Federace Bosny a Hercegoviny se člení na 10 autonomních kantonů. Republika srbská je centralizovaný region.

Unsko-sanský kanton (1)
Posavský kanton (2)
Zenicko-dobojský kanton (4)
Bosensko-podrinský kanton Goražde (5)
Středobosenský kanton 6)
Hercegovsko-neretvanský kanton (7)
Západohercegovský kanton (8)
Kanton Sarajevo (9)
Kanton 10 (10)